# Peter Kaaden

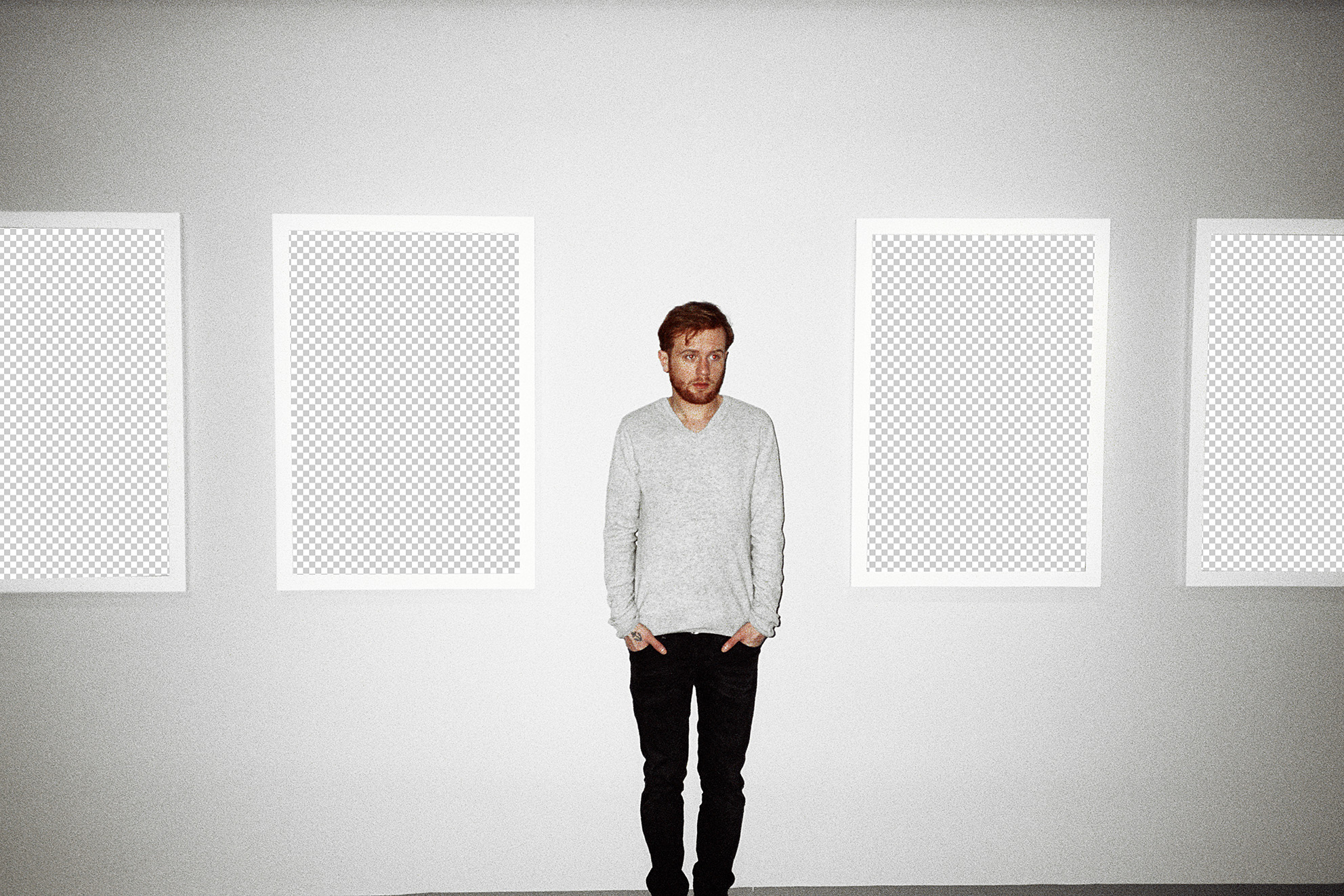
Peter Kaaden Selbstporträt

Peter Kaaden (* 13. Mai 1989 in Essen) ist ein in Berlin lebender deutscher Fotograf und Regisseur. Zuvor lebte und arbeitete er in New York City, wo er unter anderem dem amerikanischen Modefotografen Ryan McGinley assistierte.

## Leben
Peter Kaaden wurde 1989 in Essen in Nordrhein-Westfalen geboren. Ebenfalls in Essen absolvierte er eine Handwerksausbildung zum Fotografen, die er mit der Gesellenprüfung abschloss. Es folgte ein Fotografiestudium an der Fachhochschule Dortmund, das Kaaden allerdings frühzeitig abbrach, um nach New York zu ziehen. Es folgten Ausstellungen in Museen und Galerien weltweit. Zusätzlich brachte er zusammen mit dem Berliner Kunstbuchverlag PogoBooks mehrere Bücher heraus.

## Monographien
- Gold. Pogo Books, Berlin 2013, ISBN 978-0-8478-4691-7.
- Silber. Pogo Books, Berlin 2013, ISBN 978-0-8478-4691-7.
- Mittelkinder. Pogo Books, Berlin 2012.[4]

## Kurzfilme
- Numero Berlin – Penelope & Alpha.[5]
- Lea Porcelain – Choirs to Heaven.[6]

## Ausstellungen

### Einzelausstellungen (Auswahl)
- 2016: StudioLo Berlin – NAAKED
- 2016: Absolut Art – Von Tieren und Liebe
- 2014: Backwash Hannover – Gold & Silber
- 2013: HaS Berlin – Gold & Silber

### Gruppenausstellungen (Auswahl)
- 2016: Kunsthalle Potsdam – Yonder – w / Miron Zownir, Boris Becker, Marina Richter & Rainer Sioda
- 2015: Berlin Art Week – Sleek Art – kuratiert von Nadine Barth
- 2014: Pioneer Works Gallery New York – Vice Photography
- 2012: Shift Berlin – Peter Kaaden VS. Martin Petersen[1]